# Mohamed Diawara
Mohamed Diawara (* 29. April 2005) ist ein französischer Basketballspieler.

## Werdegang
Diawara begann seine Basketballlaufbahn beim Pariser Verein La Domremy Basket 13 und spielte später für den Nachwuchs von Saint Charles Basket in Charenton-le-Pont. In der Saison 2020/21 wurde er am französischen Leistungszentrum INSEP gefördert und wechselte im Sommer 2021 zur Mannschaft Paris Basketball, für die er in der folgenden Spielzeit 2021/22 erste Einsätze in der ersten französischen Liga verbuchte. Im Sommer 2022 wurde er als bester Spieler der vom Weltverband FIBA und der NBA in Mailand durchgeführten Talentsichtungsveranstaltung Basketball Without Borders ausgezeichnet.
Im Dezember 2023 ging Diawara mittels Ausleihe zum Zweitligisten Poitiers Basket 86, nachdem er im vorherigen Verlauf der Saison 2023/24 in Paris wenig Einsatzzeit erhalten hatte. Diawara wurde während der Sommerpause 2024 vom Erstligisten Cholet Basket verpflichtet. Ende Juni 2025 sicherte sich die NBA-Mannschaft Los Angeles Clippers im Draftverfahren die Rechte an Diawara und gab diese anschließend an die New York Knicks ab.